# Jakobstad
Jakobstad (fiń. Pietarsaari) – miasto w północno-zachodniej Finlandii, w regionie Ostrobotnia, nad Zatoką Botnicką.
W 2018 roku zamieszkiwane przez 19 278 osób.
Miasto otrzymało swoją nazwę na cześć Jacoba Pontussona De la Gardie.

## Sport
- FF Jaro – wielosekcyjny klub sportowy

## Miasta partnerskie
Jakobstad posiada umowy partnerskie z następującymi miastami:
- Asker, Norwegia
- Birkerød, Dania
- Bünde, Niemcy (od 1968)[3]
- Eslöv, Szwecja
- Garðabær, Islandia
- Jamestown, Stany Zjednoczone
- Jurmała, Łotwa
- Söderhamn, Szwecja